# Flodduva
Flodduva (Streptopelia reichenowi) är en fågel i familjen duvor inom ordningen duvfåglar.

## Utbredning och systematik
Flodduvan förekommer i områden med Borassuspalm i sydöstra Etiopien och sydvästra Somalia. Den behandlas som monotypisk, det vill säga att den inte delas in i några underarter.

## Status och hot
Arten har ett stort utbredningsområde, men tros minska i antal, dock inte tillräckligt kraftigt för att den ska betraktas som hotad. Internationella naturvårdsunionen IUCN listar arten som livskraftig (LC).

## Namn
Fågelns vetenskapliga artnamn hedrar den tyske ornitologen Anton Reichenow (1847-1941).